# William Whiteman Carlton Topley
Pour les articles homonymes, voir Topley.
William Whiteman Carlton Topley (19 janvier 1886 - 21 janvier 1944) est un bactériologiste britannique. Il est élu membre de la Royal Society en 1930. Il donne les conférences Goulstonian en 1919 et les conférences Milroy en 1926 . Il reçoit la Médaille royale en 1942.